# Heiner Brand
Heiner Brand, nemški rokometaš, * 26. julij 1952, Gummersbach.
Leta 1976 je na poletnih olimpijskih igrah v Montrealu v sestavi nemške rokometne reprezentance osvojil četrto mesto.
Od leta 1997 do 30. junija 2011 je bil selektor nemške reprezentance.